# Hvar
Hvar (phát âm [xv̞âːr]; phương ngữ Chakavia địa phương: Hvor hay For, tiếng Hy Lạp: Pharos, Φάρος, tiếng Latinh: Pharia, tiếng Ý: Lesina) là một hòn đảo của Croatia trong biển Adriatic, nằm ngoài khơi bờ biển Dalmatia, giữa các đảo Brač, Vis và Korčula. Dài chừng 68 km (42,25 mi), với dãy đá vôi-dolomit từ Đại Trung sinh ở mạn đông-bắc, đảo Hvar đáng chú ý với những dải đồng bằng rộng màu mỡ và suối nước ngọt. Những rặng đồi trên đảo phủ rừng thông, còn ở vùng nông nghiệp là các vườn nho, ô liu, trái cây và oải hương. Đặc điểm khí hậu là mùa đông dịu, mùa hè ấm với nhiều giờ nắng. Trên đảo có 11.103 dân, khiến nó trở thành đảo đông dân thứ 4 của Croatia.

## Lịch sử
Vị trí của Hvar ở tuyến đường thủy Adriatic từ lâu đã khiến nơi này trở thành một điểm quan trọng cho tàu thuyền lên xuống hàng hoá. Nó đã được con người cư ngụ từ thời tiền sử, ban đầu là bởi một tộc người thời Đồ đá mới với loại đồ gốm riêng biệt đã giúp tạo nên nền văn hóa Hvar, và sau đó bởi người Illyria. Người Hy Lạp cổ đại đã lập nên "thuộc địa" Pharos năm 384 TCN ở nơi ngày nay là Stari Grad. Thời Trung Cổ, thành phố Hvar trở thành một nơi đóng thủy quân quan trọng cho Cộng hòa Venezia.
Thế kỷ 16 là thời kỳ hỗn loạn, với cuộc nổi dậy Hvar, những cuộc cướp phá của hải tặc và quân đội Ottoman trên đất liền, kết quả là một số pháo đài được xây dựng ở mạn bắc đảo để bảo vệ dân chúng. Sau một thời gian ngắn dưới sự cai trị của Napoleon, hòn đảo đã thuộc về Đế quốc Áo, đưa đến một thời kỳ tương đối hòa bình nữa. Ở ven biển, hải cảng được mở rộng, bến tàu được xây dựng, ngư nghiệp và nghề đóng tàu phát triển. Cùng lúc đó, xuất khẩu rượu vang, cũng như sản phẩm oải hương và hương thảo cho nền công nghiệp nước hoa Pháp tăng lên. Tuy nhiên, sự thịnh vượng này kết thúc cho đến thế kỷ 20, khi tàu gỗ đã lỗi thời, và dịch rệp rễ nho gây tổn hại trong việc sản xuất rượu. Nhiều người đã dời đến những nơi khác.

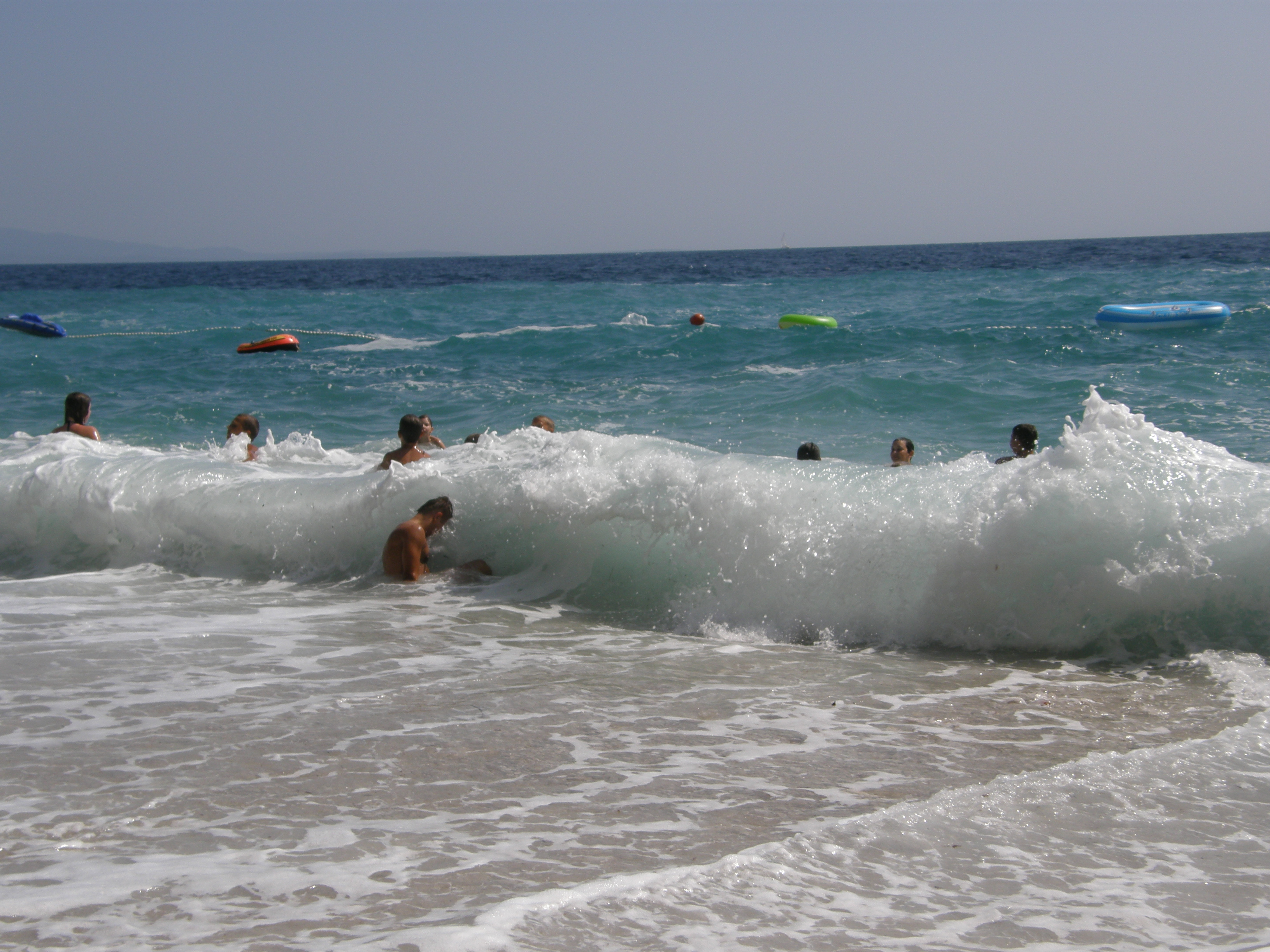
Bãi Jagodna giữa các làng Ivan Dolac và Sveta Nedilja

Ngày nay, nhiều khách sạn, nhà nghỉ, nhà hàng, bảo tàng và phòng trưng bày được dựng lên. Đảo Hvar đã trở thành một điểm đến nổi tiếng với khách du lịch.

## Địa lý

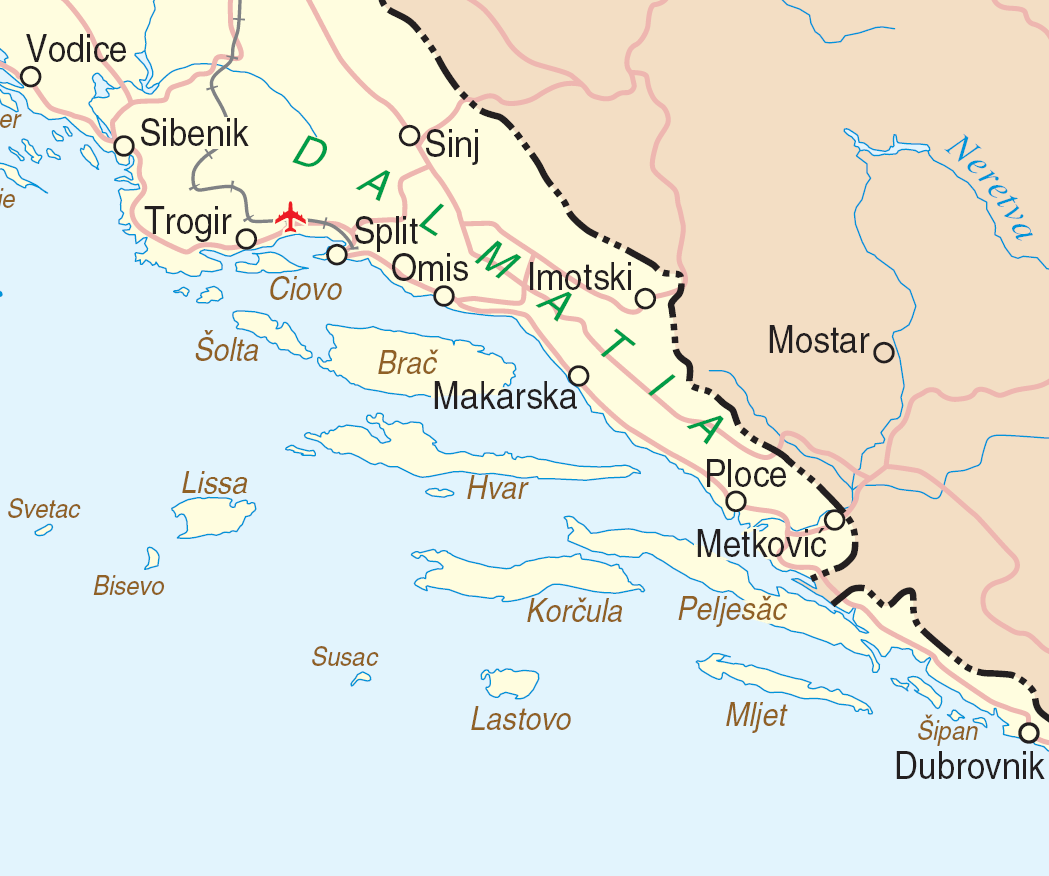
Đảo Hvar

Hvar nằm trong biển Adriatic, ngoài khơi bờ biển Dalmatia. Về phía bắc, đảo Brač nằm ở bên kia eo biển Hvar (Hvarski kanal), về phía tây là Vis, có eo biển Vis nằm giữa, và phía nam là Korčula nằm qua eo biển Korčula Channel, còn bán đảo Pelješac nằm ở bên kia eo biển Neretva. Cực đông Hvar chỉ cách đất liền 6 kilômét (3,7 mi). Dọc bờ nam là nhiều đảo nhỏ, đáng chú ý là quần đảo Paklinski, Šćedro và Zečevo.